# Tetsushi Kondō
Tetsushi Kondō (japanisch 近藤 徹志 Kondō Tetsushi; * 4. November 1986 in der Präfektur Fukuoka) ist ein ehemaliger japanischer Fußballspieler.

## Karriere
Kondō erlernte das Fußballspielen in der Schulmannschaft der Higashi Fukuoka High School. Seinen ersten Vertrag unterschrieb er 2005 bei Urawa Reds. Der Verein spielte in der höchsten Liga des Landes, der J1 League. 2007 wurde er an den Zweitligisten Ehime FC ausgeliehen. Für den Verein absolvierte er 40 Ligaspiele. 2008 kehrte er zu Urawa Reds zurück. 2010 wechselte er zum Zweitligisten Fagiano Okayama. Für den Verein absolvierte er 108 Ligaspiele. 2017 wechselte er zum Drittligisten Kataller Toyama. Für den Verein absolvierte er vier Ligaspiele. Ende 2017 beendete er seine Karriere als Fußballspieler.

## Erfolge
Urawa Reds
- J1 League

Meister: 2006
Vizemeister: 2005
- Kaiserpokal

Sieger: 2005, 2006